# 香江南鰍
香江南鰍（學名：Schistura huongensis）為輻鰭魚綱鯉形目條鰍科南鰍屬的其中一種。分布於亞洲越南Huong及Cam Lo河流域，體長可達6.3公分棲息河川底層水域，生活習性不明。

## 扩展阅读
維基物種上的相關：香江南鰍